# Deinopa nephele
Deinopa nephele är en fjärilsart som beskrevs av William Schaus 1914. Deinopa nephele ingår i släktet Deinopa och familjen nattflyn. Inga underarter finns listade i Catalogue of Life.